# کلاته مطهری
کلاته مطهری یک روستا در ایران است که در دهستان خوارتوران شهرستان شاهرود واقع شده‌است. کلاته مطهری ۷۲ نفر جمعیت دارد.